# (3385) Bronnina
(3385) Bronnina (1979 SK11) – planetoida z grupy pasa głównego asteroid okrążająca Słońce w ciągu 3,31 lat w średniej odległości 2,22 j.a. Odkrył ją Nikołaj Czernych 24 września 1979 roku.